# Erik Sagström
Erik Sagström är en professionell pokerspelare från Linköping som nu bor i Göteborg. Han är född 1983.

## Pokerkarriär
Erik Sagström började spela poker av en slump, när han som 15-åring hittade en pokersajt på nätet blev han helt fascinerad. Han beställde hem böcker, läste på och praktiserade sina kunskaper vid datorn[källa behövs]. Det dröjde inte länge förrän satsningen gav resultat. Som 17-åring hoppade Erik Sagström av gymnasiet för att istället försöka försörja sig på sitt pokerspelande[källa behövs]. 
Sommaren 2006 spelade Erik Sagström en pokerduell mot amerikanska pokerproffset Liz Lieu, duellen gick ut på att spela en serie av tre matcher gällande totalt 600 000 USD, Liz gick segrande ur duellen med 2-1 i matcher, duellen gick under namnet the beauty and the beast (skönheten och odjuret) i media, där Erik Sagström var "odjuret".
Erik Sagström har inte varit särskilt framgångsrik i live-sammanhang[källa behövs], vad gäller turneringar, men två "in the money"-placeringar på The World Poker Tour och ett finalbord på WSOP $50K H.O.R.S.E finns på meritlistan.
I WSOP $50K H.O.R.S.E 2009 kom han på tredje plats och inkasserade 522 393 USD.

## Media
Erik Sagström är med i dokumentären Pokerlandet från 2005, där man får följa en rad olika pokerspelares vardag.